# 青谷倫太郎
青谷 倫太郎（あおたに りんたろう、1982年12月23日 - ）は、熊本放送社員で、報道製作局報道部所属の報道記者・ニュースキャスター。以前は同局でアナウンサーやテレビディレクターをつとめたこともある。福岡県古賀市出身。

## 略歴
福岡県立宗像高等学校、青山学院大学卒業後、2005年アナウンサーとして熊本放送（RKK）に入社。
2008年4月1日付で放送部（当時）から報道部に異動となり報道記者となる。その後、2015年4月の人事異動でテレビ制作部所属のディレクターになり、2018年頃の異動で再び報道記者になった模様。
アナウンサーから報道記者へ転身した直後は高校総体や高校ラグビーなど、学生スポーツの全国大会での熊本県勢の活躍を取材を担当することが多かった。その後は、情報番組の取材やVTRの制作を担当していた。
テレビ制作部時代には番組制作に関わる傍ら、自社製作情報ワイド番組の司会者もつとめていた。
2021年現在では、報道記者として報道番組の現場リポーターやVTRのリポーターを担当している。

## 人物・エピソード
- 趣味はピアノ、特技はなわとび。
- 好きな食べ物はうどんで、毎日うどんばかり食べていた時期もあるらしい。
- 座右の銘は、ハイテンション＆ロープライド。
- 高校及び大学時代はハンドボール部に所属。
- 怒ると手をつけられないが普段は優しい好青年だと有名。
- 爽やかなルックスで地元の女性には大人気。

## 過去の担当番組

### テレビ制作部時代に担当していた番組

#### テレビ
- ウェルカム! - 総合司会
  - 2018年3月迄MEGと共に担当。

### アナウンサー時代に担当していた番組

#### ラジオ
- ユー・アー・マイ・カイシャイン～輝け!サラリーマン
- Oh!昼のほっとタイム（月・火）
- RKKスポーツのスヽメ
- サンライズカフェ
- 熊日ニュース（随時）

#### テレビ
- くまもとけんけんパ
- roasso magazine
- 熊日ニュース（随時）